# Kevlar

La struttura chimica del kevlar. In grassetto: l'unità di monomero. Tratteggiati: i legami idrogeno

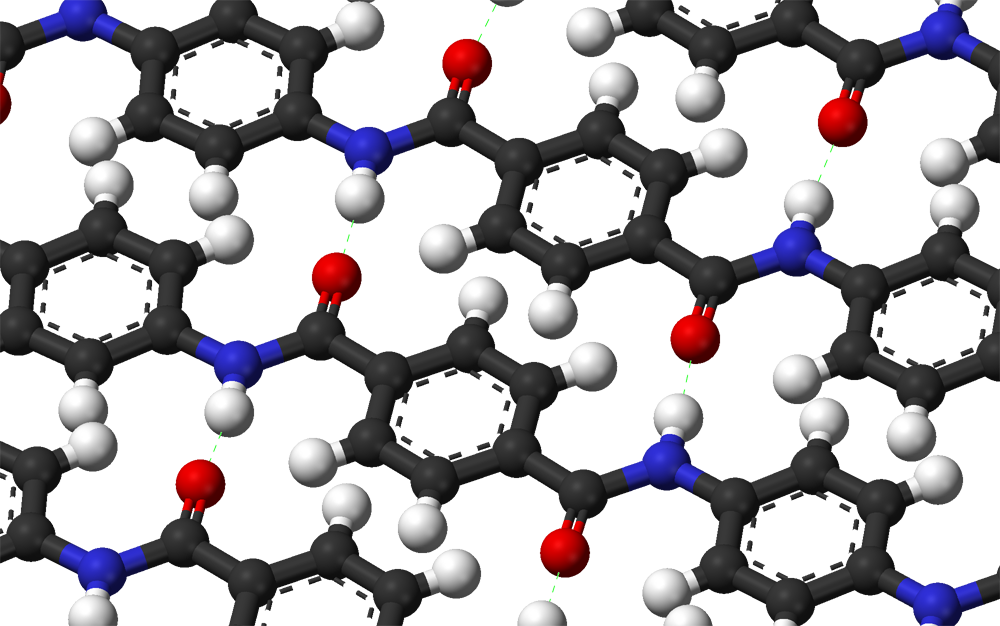
Struttura tridimensionale del kevlar

Il kevlar è una fibra sintetica aramidica inventata nel 1965 da Stephanie Kwolek, una ricercatrice della DuPont. La sua caratteristica principale è la grande resistenza meccanica alla trazione, tanto che a parità di massa è 5 volte più resistente dell'acciaio.
Il kevlar possiede anche una grande resistenza al calore e alla fiamma. Per le sue caratteristiche di resistenza viene utilizzato come fibra di rinforzo per la costruzione di giubbotti antiproiettile, di attrezzature per gli sport estremi e per componenti usati in aeroplani, imbarcazioni e vetture da competizione.

## Storia
Inventato da Stephanie Kwolek mentre cercava una fibra resistente ed elastica per rimpiazzare la gomma degli pneumatici, il kevlar è stato brevettato dalla DuPont nel 1973.
Nel corso degli anni, questo tipo di fibra sintetica ha ricevuto miglioramenti notevoli in termini di resistenza meccanica. Fin dall'inizio essa si dimostrò promettente, con una resistenza di oltre 2 volte rispetto all'acciaio, a parità di massa. Con il tempo si è arrivati a prodotti ancora più resistenti, che offrono un rapporto di almeno 5:1 sull'acciaio (queste prestazioni sono riferite alla resistenza meccanica, ma non al logorio). È molto resistente anche alla temperatura.

## Produzione

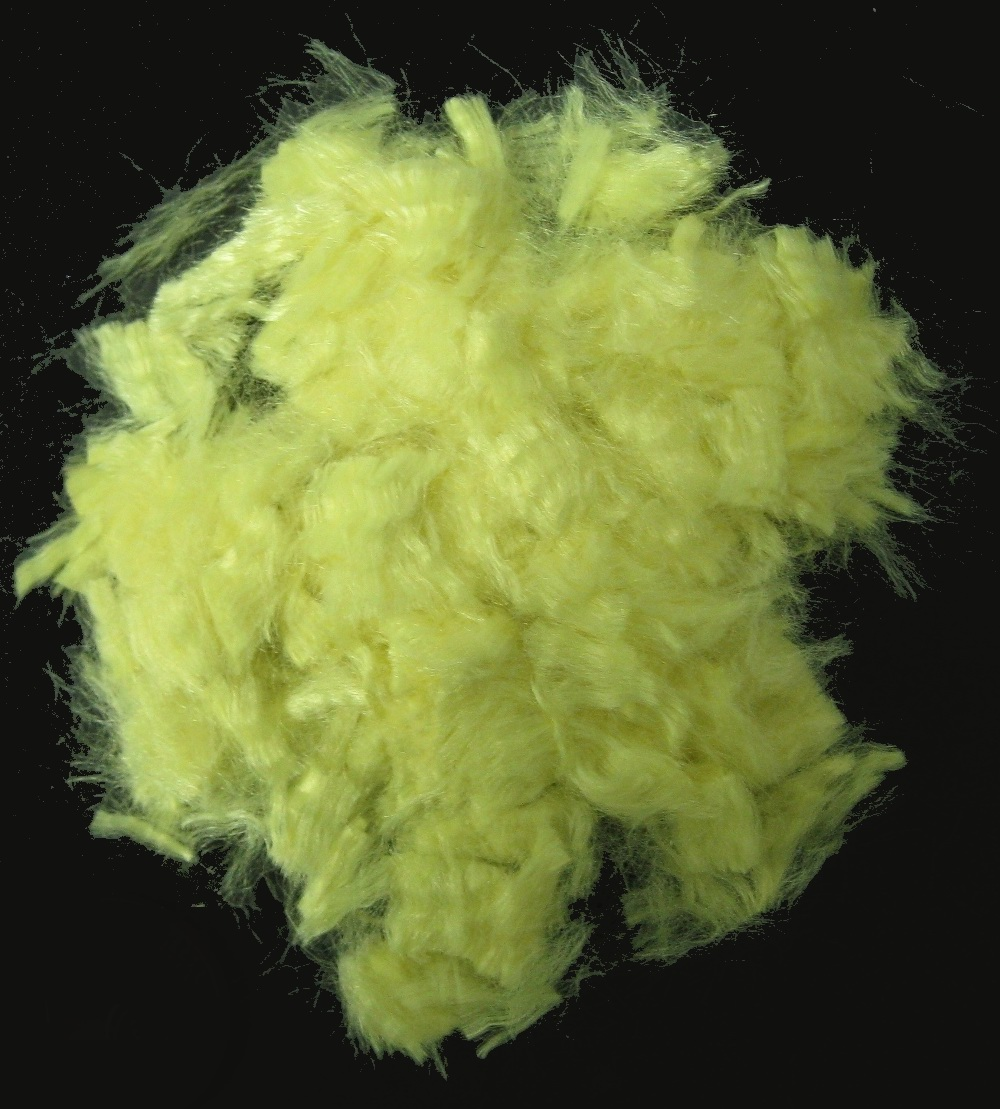
Fibre di kevlar

Il kevlar si ottiene per condensazione in soluzione a partire dai monomeri 1,4-fenilendiammina (para-fenilendiammina) e cloruro di tereftaloile. Come sottoprodotto di reazione si ottiene acido cloridrico.

## Utilizzi

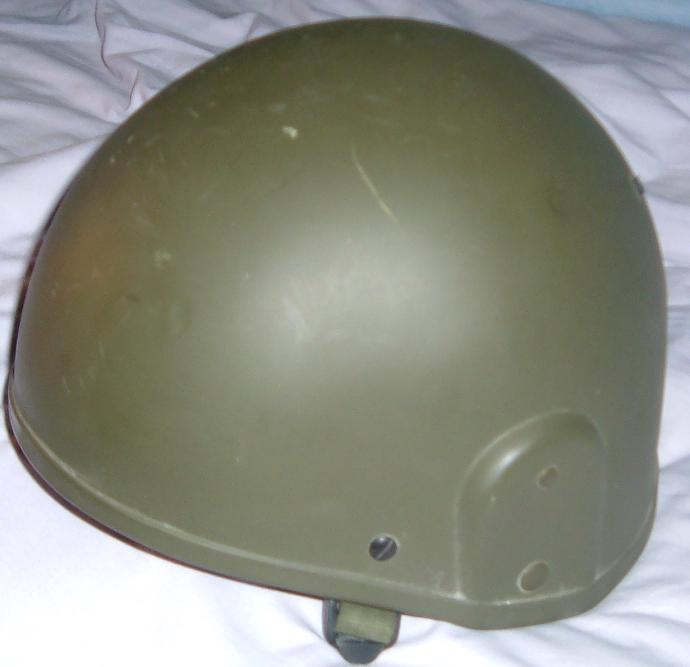
Elmetto in kevlar

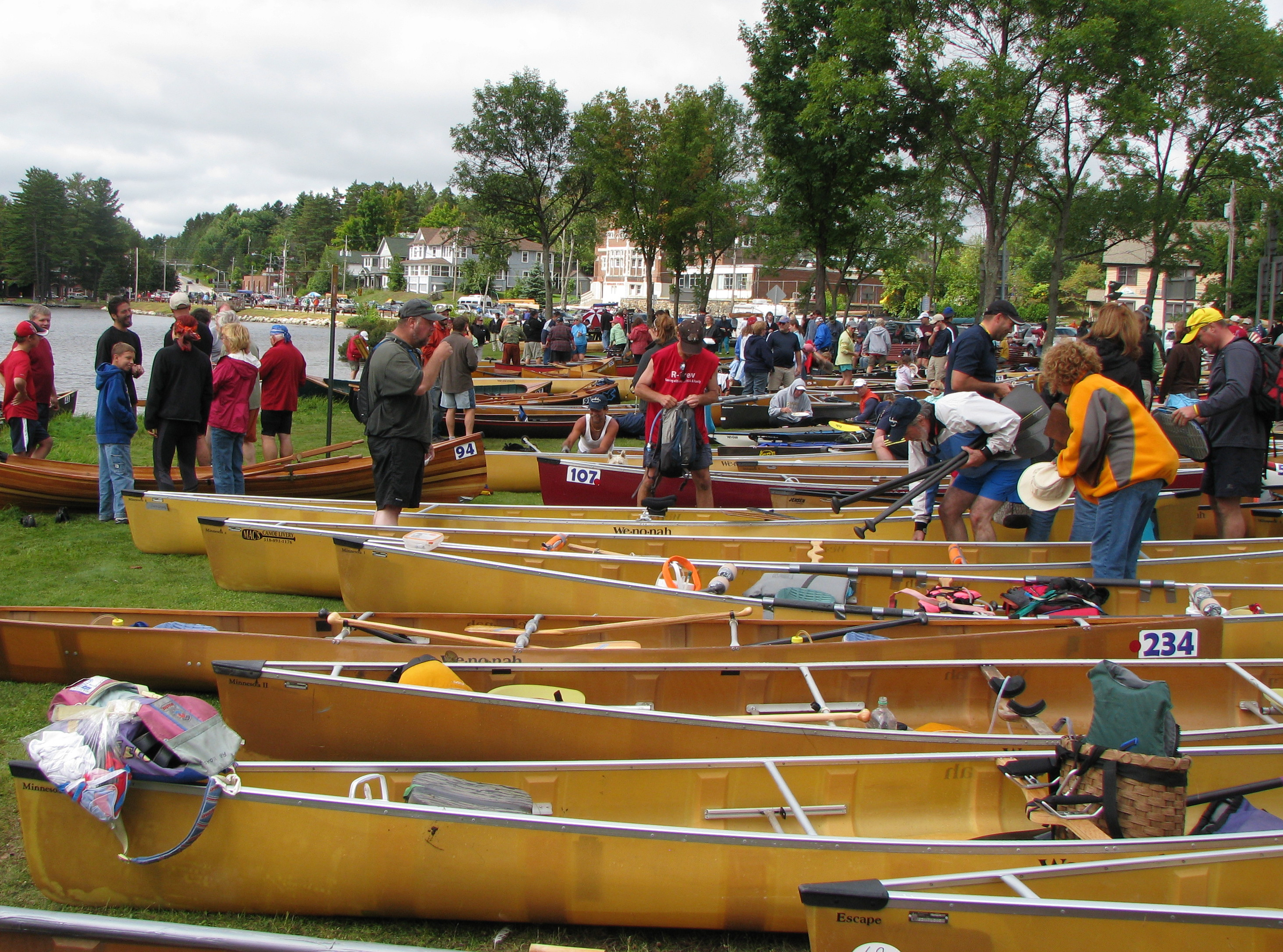
Canoe in kevlar

### Protezione
Uno degli utilizzi più noti del kevlar è nei giubbotti antiproiettile: la sua elevata resistenza è utilizzata per assorbire, tramite deformazione plastica, l'energia cinetica dei proiettili. Di questo materiale sono costruiti anche alcuni elmetti militari, ad esempio il Lightweight Helmet dei Marines.
Il kevlar è utilizzato in alcuni capi antinfortunistici da lavoro.
Il tessuto in kevlar è inefficace contro corpi perforanti quali baionette o coltelli, o colpi di proiettili perforanti. Per proteggere da questo tipo di attacchi, al tessuto in kevlar sono aggiunti pannelli metallici in lega leggera. La combinazione di kevlar e leghe leggere è utilizzata anche come protezione per veicoli soggetti a limitazione sul peso, ad esempio gli elicotteri corazzati. In tale ambito, oltre al kevlar, si utilizzano altre fibre sintetiche quali il meno famoso nomex o la fibra di carbonio.

### Automobilismo
Data la sua leggerezza, la fibra è molto utilizzata nelle auto e moto da corsa:
- come elemento strutturale, nel telaio o nella carrozzeria;
- per le cinghie di distribuzione;
- nelle tubazioni dei freni a disco per evitare il rigonfiamento del tubo sotto pressione, migliorando la precisione e la potenza del sistema frenante;
- nell'intelaiatura di alcuni pneumatici ad alte prestazioni e nel cerchio esterno flessibile dei pneumatici da mountain bike;
- nei serbatoi di Formula 1, realizzati con due lamine: gomma nitrilica per quella interna e kevlar rinforzato con determinati trattamenti per quella esterna, il che permette al serbatoio di deformarsi senza subire crepe o rotture.
- nei silenziatori di moto a 2 tempi: anche dopo un lungo utilizzo il materiale non scotta.

Le fibre aramidiche, per il loro comportamento al calore sono utilizzate per le carcasse di rinforzo di pneumatici speciali e hanno trovato impiego come sostituto dell'amianto nelle pastiglie dei freni.

### Attrezzi sportivi
L'elevatissima resistenza meccanica specifica lo rendono ideale per la realizzazione di molti attrezzi sportivi, anche se il costo lo relega ai livelli agonistici. Alcuni esempi:
- Carena di canoe e pagaie.
- Cordini per l'arrampicata e per la ritenuta di aquiloni giganti.
- Puntali delle stecche da biliardo, cioè la parte anteriore che si avvita al manico.
- Lenza nella pesca, soprattutto la parte finale (detto finalino) ove sono richiesti diametri ridotti. Usato per la pesca del siluro e dei grandi predatori.
- Vele e corde (scotte e drizze) nelle imbarcazioni a vela.
- Alcune parti dell'equipaggiamento protettivo per la scherma, in accordo con le disposizioni della Fédération Internationale d'Escrime.
- Rinforzi nell'abbigliamento tecnico per motociclisti. Ad esempio, Valentino Rossi adottò l’utilizzo di tute con protezioni in kevlar alla caviglia, tibia e perone dopo l'infortunio al Mugello nel 2010.
- Nelle stecche da hockey come protettivo e rinforzo superficiale delle fibre di carbonio costituenti l'anima.
- La corda negli archi e balestre moderni.
- Produzione di copertoni per biciclette BMX.
- Cornice delle racchette da badminton.
- Fasce antiforatura per mountain bike.
- nei giubbotti ad assetto variabile (GAV) nella subacquea.
- nel fascio funicolare dei paracadute e dei parapendio.
- Orologeria utilizzato in alcune parti della cassa di maison importanti

### Altri usi
- Costituisce gli stoppini degli attrezzi da giocoleria incendiabili;
- come rinforzo per aumentare la resistenza alla trazione nei cavi con fasci di fibre ottiche, utilizzabile anche per spellare la guaina esterna del fascio di fibre, grazie alla sua elevata resistenza;
- per la realizzazione di smartphone;
- è utilizzato per la realizzazione di materiali compositi denominati Fiber Reinforced Polymers utilizzati di recente per il consolidamento statico di edifici in muratura e calcestruzzo armato;
- altoparlanti dei diffusori Hi-Fi di alta qualità;
- fabbricazione degli elmetti del Corpo Nazionale dei Vigili del Fuoco (VFR2000);
- nel restauro strutturale dei dipinti su tela antichi e moderni in operazioni di rinforzo del supporto quando necessitano qualità di resistenza in minime sezioni unite alla bassa deformabilità elastica.
- tute per astronauti.

## Nella cultura di massa
- Il kevlar è il materiale di cui è fatto il costume di Batman, sia nei fumetti, sia nei film Batman Begins, Il cavaliere oscuro e Il cavaliere oscuro - Il ritorno. Lo stesso materiale è usato dai vari Robin e da molti dei suoi protetti (Nightwing, Red Hood, Batgirl, Batwoman, Spoiler).
- La corazza di Robocop, il poliziotto cyborg dei film omonimi, è realizzata in titanio laminato con kevlar.
- Altri personaggi dei fumetti quali il Punitore e Kick-Ass vestono giubbotti antiproiettili in kevlar.
- Nella terza stagione del telefilm Heroes il fratello di René l'haitiano ha un kevlar body che gli conferisce una resistenza sovrumana, tanto da essere considerato un dio dalla gang di cui è a capo.
- Nel film Rampage e nei sequel il protagonista costruisce un'armatura di kevlar che gli permette di essere immune ai proiettili.
- Nella quarta stagione della serie TV Arrow il costume di Green Arrow e dei suoi collaboratori è fatto di kevlar.
- Nella serie TV Black Lightning i costumi di Black e dei suoi collaboratori è fatto di kevlar,
- Nel videogioco XCOM 2 è il materiale delle armature base dei soldati.